# Jurij Alekszejevics Vasznyecov
Jurij Alekszejevics Vasznyecov (Vjatka, 1900. április 4. – Leningrád, 1973. május 3.) orosz grafikus, festő.

## Élete
1921-től Szentpéterváron tanult, mesterei Kazimir Szeverinovics Malevics és Vlagyimir Lebegyev voltak. 1930-tól kezdve gyermekkönyv-illusztrátorként dolgozott. A második világháború kitörésekor Molotovba evakuálták, 1943-ban pedig Zagorszkba költözött, ahol a helyi játékgyár vezető tervezőjeként munkálkodott. 1971-ben elnyerte a Szovjetunió Állami Díját.